# Frances Houghton
Frances Julia Houghton (Oxford, 19 de septiembre de 1980) es una deportista británica que compitió en remo.
Participó en cinco Juegos Olímpicos de Verano, obteniendo en total tres medallas, plata en Atenas 2004 (cuatro scull), plata en Pekín 2008 (cuatro scull) y plata en Río de Janeiro 2016 (ocho con timonel).
Ganó cuatro medallas de oro en el Campeonato Mundial de Remo entre los años 2005 y 2010, y una medalla de oro en el Campeonato Europeo de Remo de 2016.

## Palmarés internacional
| Juegos Olímpicos   | Juegos Olímpicos          | Juegos Olímpicos | Juegos Olímpicos |
| Año                | Lugar                     | Medalla          | Prueba           |
| ------------------ | ------------------------- | ---------------- | ---------------- |
| 2004               | Atenas (Grecia)           | Medalla de plata | Cuatro scull     |
| 2008               | Pekín (China)             | Medalla de plata | Cuatro scull     |
| 2016               | Río de Janeiro (Brasil)   | Medalla de plata | Ocho con timonel |
| Campeonato Mundial |                           |                  |                  |
| Año                | Lugar                     | Medalla          | Prueba           |
| 2005               | Kaizu (Japón)             | Medalla de oro   | Cuatro scull     |
| 2006               | Eton (Reino Unido)        | Medalla de oro   | Cuatro scull     |
| 2007               | Múnich (Alemania)         | Medalla de oro   | Cuatro scull     |
| 2010               | Cambridge (Nueva Zelanda) | Medalla de oro   | Cuatro scull     |
| Campeonato Europeo |                           |                  |                  |
| Año                | Lugar                     | Medalla          | Prueba           |
| 2016               | Brandeburgo (Alemania)    | Medalla de oro   | Ocho con timonel |